# Jean Mercier (ebraista)
Jean Mercier in latino Joannes Mercerus (Uzès, 1510 circa – Parigi, 12 giugno 1570) è stato un umanista, ebraista e filologo francese.

## Biografia
Jean Mercier fu allievo del famoso ebraista François Vatable e gli succedette come professore di ebraico al Collège Royal. Tra i suoi studenti ci furono Philippe du Plessis-Mornay Willem Damaszoon van der Lindt e Pierre Martini che in seguito divenne professore a La Rochelle. Mercier fu Lecteur du Roi dal 1546 in poi.
Fuggì a Venezia a causa delle sue simpatie protestanti, ma in seguito tornò in Francia dove morì di peste.

## Opere
- Chaldaica paraphrasis Obadiæ et Jonæ, latinè, cum scholiis, Paris, 1550, in-4°.
- Turgum Jonathanis in Aggæum cum versione latina, Paris, 1551, in-4°.
- Commentarius in Nahum, Paris, 1553, in-f°.
- Evangelium Matthæi, recensè Judeorum penetralibus erutum, hebraice absque punctis, cum interpretatione latinâ, Paris, 1855, in-8°.
- Tractatulus de accentibus Jobi, Proverb. et Psalmorum authore R. Judâ filio Belham hispano, traduit de l’hébreu en latin, Paris, Car. Stephan., 1556, in-4°.
- Jonathæ, Uzielis filii, interpretatio Chaldæa in XII prophetas, diligenter emendata et punctis juxta analogiam grammaticam notata. Hoseas et Joel, cum explicatione locorum obscuriorum Targum, Paris, Car. Stephan., 1557, in-4°.
- Chaldæa interpretatio Amos, Abdiæ et Jonæ, punctis juxta analogiam grammaticam notata, cum varia lectione. Accesserunt scholia in loca difficiliora Targhum, Paris, Car. Stephan., 1557, in-4°.
- Michoeoe, Nahum, Habacuc, Sophonioe, Haggoei, Zacharioe et Malachite interpretatio chaldma, punctis juxta analogiam grammaticam, notata, diligenter que emendata, cum varia lectione, Paris, Car. Stephan., 1558, in-4°.
- Jonathæ, Uzielis ffilii itinterpretatio chaldaïca sex prophetarum Hoseæ, Joëlis, Amos, Abdiæ, Jonæ et Haggœi, latinè reddita. Paris, G. Morel, 1559, in-4°.
- Chaldœa Jonathæ in sex prophetas interpretatio, Michœam, Nahum, Habacuc, Sophoniam, Zachariam et Malachiam, latinitate nunc primùm donata et scholiis illustrata, Paris, Car. Steph., 1559, in-4°.
- Habacuc cum commentariis R. Dav. Kimhi à Franc. Vatablo summâ cura et diligentiâ recognitis ; adj. insuper scholiis Masorœ, varia lectione, atque indice locorum quos Kimhi citat ex Talmud, Paris, Car. Steph., 1559, in-4°
- Tabulæ in grammaticem linguæ chaldææ, quæ et syriaca dicitur. Milita intérim de rabbinico et talmudico stilo tradnntur : accessit ad calcem libellus de abbreviaturis Hebroeorum, quibus et in Masorâ et Talmudicis atquæ aliis scriptis passim utuntur, Paris, G. Morel, 1560, in-4°, Londres, 1560, in-4° ; Wittenberg, 1579, in-8°.
- Interpretatio chaldæa Proverbiorum Salomonis, punctis juxta analogiam grammaticam accurate notata, et à mendis multis repurgata, hebraice, Paris, G. Morel, 1561, in-4°.
- Cantica eruditionis intellectus, auctore per celebri Rabbi Haai, et Paropsis argentea, auctore R. Joseph Hyssopæo, hebraice, cum versione latinâ, Paris, 1561, in-4°.
- Libellus Ruth hebraice, cum scholiis Masoræ ad marginem ; item in eundem succincta expositio nondum in lucem emissa, cujus in manuscripto exemplari autor præfertur R. David Kimhi, Paris, Rob. Stephan., 1563, in-4°.
- Libelli Ruth paraphrasis syviaca, hebraici, punctis juxta analogiam grammaticam notata, cum latinâ interpretatione ad verbum ; item conjectura de locorum aliquot suspectorum emendatione. Adjecta sunt ad calcem annotata quædam de Noëmi socru Ruth, et de Booz, atque aliis, Paris, Rob. Stephan., 1564, in-4°.
- In V prophetas priores, qui minores vocantnr, quibus adjecta sunt iam veterum quam recentium Commentar., Genève, 1565, in-f° ; 1874, 1898, in-f°.
- Alphabetum hebraicum, Paris, Rob. Steph., 2ª edit. 1866, in-4°.
- Jonas cum commentariis R. Dav. Kimhi, à Franc. Vatablo recognilis : adjectis insuper scholiis Masoroe, etc., Paris, 1567, in-4°.
- In Decalogum Commentarius, doctrinâ et eruditione non carens, Rabbini Abraham, cognomento Ben-Ezra, interpr. J. Mercero. Item, Decalogus ut ab Onkelo chaldæo paraphraste conversus est, per eundem latinus factus, Paris, Roh. Stephan., 1568, in-4°.
- Commentarii in Jobum et Salomonis Proverbià, Ecclesiasten, Canticum canticorum, Genève, Vignon, 1573, in-f°, Leyde, 1651, in-f°. L'editore, Teodoro di Beza, ha aggiunto una Epistola in qua de hujus viri doctrina et istorum commentariorum utilitate disseritur.
- Expositio in Obadiam, Genève, 1574.
- Commentar. in Hoseam, una cum Commentar. Kimhi, Aben Ezræ et Jarchi, latine, Genève, 1574; Genève, Matt. Berjon, 1598, in-f°.
- אוצר לשון הקדש : Notæ in Thesaurum linguæ sanctæ Pagnini, Paris, 1575, in-f° ; 1595, in-f°.
- Constantini Harmenopuli Promptuarium juris, trad. en latin. Lausanne,1580, in-8°.
- Observationes ad Horapollinis Hieroglyphica, Aug. Vind., 1595, in-4°.
- Commentarius in Genesim, ex editione et cum præfatione Th. Bezæ, Genève, Matt. Berjon, 1898, in-f°.
- Commentarius in Hoseam, Joelem, Amosum, Abdiam et Jonam, una cum commentariis Kimhi, Aben Ezræ et Jarchi, latine, Genève, 1598, in-f°.
- Prophetia Hoseæ chald. cum comment. D. Kimhi, Aben Ezræ et Sal. Jarchi, heb. lat., Leyde, 1621, in-4°.